# ディラン・コーゼンズ
- ディラン・カズンズ

ディラン・ウォレス・コーゼンズ（Dylan Wallace Cozens, 1994年5月31日 - ）は、アメリカ合衆国アリゾナ州マリコパ郡スコッツデール出身の元プロ野球選手（外野手）。左投左打。
メディアによっては「カズンズ」と表記されることもある。

## 経歴

### プロ入りとフィリーズ時代
2012年のMLBドラフト2巡目追補（全体77位）でフィラデルフィア・フィリーズから指名され、プロ入り。契約後、傘下のルーキー級ガルフ・コーストリーグ・フィリーズでプロデビュー。50試合に出場して打率.255、5本塁打、24打点、8盗塁を記録した。
2013年はA-級ウィリアムズポート・クロスカッターズでプレーし、68試合に出場して打率.265、9本塁打、35打点、11盗塁を記録した。
2014年はA級レイクウッド・ブルークロウズでプレーし、132試合に出場して打率.253、16本塁打、62打点、23盗塁を記録した。オフにはオーストラリアン・ベースボールリーグに参加し、メルボルン・エイシズに所属した。
2015年はルーキー級ガルフ・コーストリーグ・フィリーズ、A+級クリアウォーター・スレッシャーズ、AA級レディング・ファイティン・フィルズでプレーし、3球団合計で111試合に出場して打率.286、8本塁打、59打点、20盗塁を記録した。
2016年はAA級レディングでプレーし、134試合に出場して打率.276、40本塁打、125打点、21盗塁を記録した。この好成績からイースタンリーグのMVPに選出された。この年はオールスター・フューチャーズゲームにも選出された。オフの11月18日にルール・ファイブ・ドラフトでの流出を防ぐために40人枠入りした。
2017年はAAA級リーハイバレー・アイアンピッグスでプレーし、135試合に出場して打率.210、27本塁打、75打点、8盗塁を記録した。
2018年は開幕をAAA級リーハイバレーで迎えた。自らの24回目の誕生日となる5月31日、死球で顎を骨折して故障者リスト入りしたリース・ホスキンスの代役としてメジャー初昇格を果たした。翌日の6月1日のサンフランシスコ・ジャイアンツ戦にて「8番・右翼手」で先発出場してメジャーデビュー（結果は3打数1安打）。7月7日のシカゴ・カブス戦ではブランドン・モローからメジャー初本塁打を放った。この年メジャーでは26試合に出場して打率.158、1本塁打、2打点、1盗塁を記録した。
2019年7月31日にDFAとなり、翌日の8月1日に自由契約となった。

### レイズ傘下時代
2019年8月10日にタンパベイ・レイズと2年間のマイナー契約を結んだ。移籍後は傘下のルーキー級ガルフ・コーストリーグ・レイズとAAA級ダーラム・ブルズでプレーした。
2020年は新型コロナウイルスの影響でマイナーリーグの試合が開催されず、メジャーにも昇格しなかったため、公式戦の出場は無かった。オフの11月2日にFAとなった。

### ブルワーズ傘下時代
2020年12月17日にミルウォーキー・ブルワーズとマイナー契約を結び、2021年のスプリングトレーニングに招待選手として参加することになった。
2021年は開幕から傘下のAAA級ナッシュビル・サウンズでプレーしていたが、6月22日に自由契約となった。また、同日には野球選手からの引退を表明し、NFLでのプレーを目指してフットボール選手へ転向することを明言した。

## 詳細情報

### 年度別打撃成績
| 年 度    | 球 団    | 試 合 | 打 席 | 打 数 | 得 点 | 安 打 | 二 塁 打 | 三 塁 打 | 本 塁 打 | 塁 打 | 打 点 | 盗 塁 | 盗 塁 死 | 犠 打 | 犠 飛 | 四 球 | 敬 遠 | 死 球 | 三 振 | 併 殺 打 | 打 率 | 出 塁 率 | 長 打 率 | O P S |
| -------- | -------- | ----- | ----- | ----- | ----- | ----- | -------- | -------- | -------- | ----- | ----- | ----- | -------- | ----- | ----- | ----- | ----- | ----- | ----- | -------- | ----- | -------- | -------- | ----- |
| 2018     | PHI      | 26    | 44    | 38    | 2     | 6     | 2        | 0        | 1        | 11    | 2     | 1     | 0        | 0     | 0     | 6     | 0     | 0     | 24    | 0        | .158  | .273     | .289     | .562  |
| 2019     | PHI      | 1     | 1     | 1     | 0     | 0     | 0        | 0        | 0        | 0     | 0     | 0     | 0        | 0     | 0     | 0     | 0     | 0     | 0     | 0        | .000  | .000     | .000     | .000  |
| MLB：2年 | MLB：2年 | 27    | 45    | 39    | 2     | 6     | 2        | 0        | 1        | 11    | 2     | 1     | 0        | 0     | 0     | 6     | 0     | 0     | 24    | 0        | .154  | .267     | .282     | .549  |

### 表彰
MiLB
- イースタンリーグ最優秀選手賞（英語版）：1回（2016年）

### 記録
MiLB
- オールスター・フューチャーズゲーム選出：1回（2016年）

### 背番号
- 25（2018年 - 2019年）